# Kamienica Hersza Steinberga w Warszawie
Kamienica Hersza Steinberga – kamienica znajdująca się w Warszawie przy alei „Solidarności” 149 róg ulicą Żelaznej, na terenie osiedla Mirów, w dzielnicy Wola. 

## Opis
Eklektyczna kamienica została zbudowana na przełomie XIX i XX wieku dla Hersza Steinberga. Jej przedwojenny adres to ul. Leszno 77. Pod koniec lat 20. elewacje i wnętrza budynku zostały przebudowane przez syna właściciela, Józefa Steinberga.
W latach 1940–1942 kamienica znajdowała się w getcie warszawskim. Znane jest między innymi zdjęcie z tłumem Żydów przesiedlanych do getta pod koniec 1940, na tle kamienicy. Kamienica przetrwała działania wojenne, w tym powstanie warszawskie i uniknęła rozbiórki podczas powojennej budowy al. gen. Karola Świerczewskiego (obecnie al. „Solidarności”).
W 2012 wpisana do gminnej ewidencji zabytków.